# Francia en el Festival de la Canción de Eurovisión 2022
Francia participó en el LXVI Festival de la Canción de Eurovisión, que se celebró en Turín, Italia del 10 al 14 de mayo de 2022, tras la victoria de Måneskin con la canción «Zitti e buoni». France Télévisions, radiodifusora encargada de la participación francesa dentro del festival, se encargó de organizar por segunda ocasión la final nacional titulada Eurovision France, c'est vous qui décidez!. El festival celebrado en una sola gala el 5 de marzo de 2022 dio como ganadores al cantante Alvan con el trío Ahez con el tema electro-folk «Fulenn» compuesto por el propio Alvan Morvan Rosius junto a una de las integrantes del trío, Marine Lavigne. «Fulenn» se convirtió en la primera canción íntegra en bretón que concursará en el festival eurovisivo desde 1996.
Desde su elección en la final nacional, Alvan & Ahez se convirtieron en una de las favoritas menores dentro de las casas de apuestas. Semanas previas a la realización del festival, Francia se ubicó alrededor de la posición 10; sin embargo una vez conocidos los finalistas cayó hasta el puesto 18.
Finalmente, en la gran final realizada el 14 de mayo, Francia solo consiguió 17 puntos: 9 del jurado profesional y 8 del televoto, ubicándose en la 24ª y penúlitma posición, siendo el peor resultado para el país galo en el concurso desde 2015.

## Historia de Francia en el Festival
Francia es uno de los países fundadores del festival, debutando en 1956. Desde entonces el país ha concursado en 63 ocasiones, siendo uno de los países que más ha participado dentro del festival. Francia es uno de los países con más victorias del certamen, logrando vencer en cinco ocasiones el festival: la primera, en 1958, con André Claveau y la canción "Dors, mon amour". La segunda vez sucedió en 1960, gracias a la canción "Tom Pillibi" de Jacqueline Boyer. En 1962, Isabelle Aubret ganó con la canción "Un premier amour". La cuarta ocasión sucedió en 1969 con Frida Boccara interpretando "Un jour, un enfant" en un cuádruple empate con España, los Países Bajos y el Reino Unido. La última victoria francesa en el festival se remonta a 1977 con "L'oiseau et l'enfant" de Marie Myriam.
En 2021, la ganadora del «Eurovision France, c'est vous qui décidez», Barbara Pravi, terminó en 2° lugar con 499 puntos en la gran final con el tema «Voilà».

## Representante para Eurovisión

### Eurovision France, c'est vous qui décidez!
Francia confirmó la realización de la final nacional Eurovision France, c'est vous qui décidez! como método de selección para seleccionar a su representante en el Festival de Eurovisión de Turín 2022. El periodo de recepción de las canciones fue entre el 21 de junio y el 24 de octubre de 2021. El 16 de febrero de 2022, después de haberse realizado una audición durante el mes de enero con una serie de canciones preseleccionadas, se anunciaron las 12 canciones participantes. La competencia consistió en una sola final con 2 fases de votación: la primera, en la que se presentaron las 12 candidaturas y se sometieron a votación 100% del público. Las 5 canciones más votadas avanzaron a la Súper Final, junto con una sexta canción seleccionada por un panel de 10 jurados profesionales.
En la Súper Final los 6 participantes se sometieron a una votación a 50/50 entre el jurado experto y el público. En esta ronda, cada jurado profesional votaba las canciones con un sistema parecido al de Eurovisión: 12, 10, 8, 6, 4 y 2 puntos. El público repartía 120, 100, 80, 60, 40 y 20 puntos según la cantidad de votos recibidos. En esta ronda, el mayor votado será declarado ganador del festival y representante de Francia en Eurovisión.

#### Jurado
El jurado consiste de 10 miembros, presentados el mismo día de la presentación de las candidaturas.
- Jenifer – presidenta del jurado – cantante y actriz
- Gjon's Tears – cantante albano-suizo y representante de Suiza en el Festival de la Canción de Eurovisión 2021
- Nicoletta – cantante
- Cyril Feraud – presentador de televisión
- Yseult – cantautora y modelo
- Agustín Galiana – Cantante español y comediante
- Élodie Gossuin – presentadora de televisión y conductora del Festival de la Canción de Eurovisión Junior 2021
- André Manoukian – Cantante de jazz
- Joyce Jonathan – cantante
- Sundy Jules  – personalidad de YouTube

#### Candidaturas
| Artista         | Canción (Traducción)                           | Idioma                      | Compositor(es)                                            |
| --------------- | ---------------------------------------------- | --------------------------- | --------------------------------------------------------- |
| Alvan & Ahez    | «Fulenn» (Chispa)                              | Bretón                      | Marine Lavigne, Alvan Morvan Rosius                       |
| Cyprien Zeni    | «Ma famille» (Mi familia)                      | Francés, Criollo de Reunión | Cyprien Zeni, Stéphane Petrequi, Nicolas Lassus           |
| Elia            | «Téléphone» (Teléfono)                         | Francés                     | Elia, Anibeatz                                            |
| Elliott         | «La tempête» (La tormenta)                     | Francés                     | Elliott Schmitt, François Welgryn, Aliose, Gaspard Murphy |
| Hélène in Paris | «Paris mon amour» (París, mi amor)             | Francés                     | Hélène Benhamou, Virginie Lesdemia, David Lefèvre         |
| Joan            | «Madame» (Señora)                              | Francés                     | Joan, Alex Finkin                                         |
| Joanna          | «Navigateure» (Navegadora)                     | Francés                     | Joanna Fouquet, Sutus, Gaspard Murphy                     |
| Julia           | «Chut» (Shh...)                                | Francés                     | Julia Fiquet, Alban Lico, Fabien Mettay, Anton Wick       |
| Marius          | «Les chansons d'amour» (Las canciones de amor) | Francés                     | Marius Niollet, Igit, Jonathan Cagne                      |
| Pauline Chagne  | «Nuit Pauline» (La noche de Pauline)           | Francés                     | Pauline Chagne, Antonin Tardy                             |
| Saam            | «Il est où?» (¿Dónde está?)                    | Francés                     | Saam, Ness, Charles Boccara                               |
| SOA             | «Seule» (Solo)                                 | Francés                     | LudySoa, NathanSoa                                        |

#### Final
La final tuvo lugar el 5 de marzo de 2022 en los estudios de France Télévisions en Saint-Denis, siendo presentado por Stéphane Bern y Laurence Boccolini.
| N.º | Artista         | Canción                | Resultado    |
| --- | --------------- | ---------------------- | ------------ |
| 1   | Soa             | «Seule»                | Clasificados |
| 2   | Joan            | «Madame»               | Eliminada    |
| 3   | Saam            | «Il est où?»           | Eliminado    |
| 4   | Elia            | «Téléphone»            | Eliminada    |
| 5   | Marius          | «Les chansons d'amour» | Clasificado  |
| 6   | Hélène in Paris | «Paris mon amour»      | Eliminada    |
| 7   | Joanna          | «Navigateure»          | Eliminada    |
| 8   | Alvan & Ahez    | «Fulenn»               | Clasificados |
| 9   | Julia           | «Chut»                 | Eliminada    |
| 10  | Cyprien Zeni    | «Ma famille»           | Wildcard     |
| 11  | Pauline Chagne  | «Nuit Pauline»         | Clasificada  |
| 12  | Elliott         | «La tempête»           | Clasificado  |

| N.º | Artista        | Canción                | Jurado | Televoto | Lugar | Total |
| --- | -------------- | ---------------------- | ------ | -------- | ----- | ----- |
| 1   | Soa            | «Seule»                | 60     | 80       | 3     | 140   |
| 2   | Marius         | «Les chansons d'amour» | 80     | 40       | 4     | 120   |
| 3   | Alvan & Ahez   | «Fulenn»               | 102    | 120      | 1     | 222   |
| 4   | Cyprien Zeni   | «Ma famille»           | 74     | 20       | 5     | 94    |
| 5   | Pauline Chagne | «Nuit Pauline»         | 72     | 100      | 2     | 172   |
| 6   | Elliott        | «La tempête»           | 32     | 60       | 6     | 92    |

| Canción                | Jenifer | G. Tears | Yseult | A. Manoukian | A. Galiana | J. Jonathan | C. Féraud | E. Gossuin | Nicoletta | S. Jules | Lugar | Puntos |
| ---------------------- | ------- | -------- | ------ | ------------ | ---------- | ----------- | --------- | ---------- | --------- | -------- | ----- | ------ |
| «Seule»                | 6       | 2        | 6      | 4            | 10         | 10          | 6         | 6          | 2         | 8        | 5     | 60     |
| «Les chansons d'amour» | 10      | 8        | 4      | 10           | 8          | 12          | 4         | 4          | 8         | 12       | 2     | 80     |
| «Fulenn»               | 12      | 6        | 10     | 12           | 12         | 8           | 12        | 12         | 12        | 6        | 1     | 102    |
| «Ma famille»           | 8       | 4        | 12     | 6            | 6          | 4           | 10        | 10         | 10        | 4        | 3     | 74     |
| «Nuit Pauline»         | 2       | 12       | 8      | 8            | 4          | 6           | 8         | 8          | 6         | 10       | 4     | 72     |
| «La tempête»           | 4       | 10       | 2      | 2            | 2          | 2           | 2         | 2          | 4         | 2        | 6     | 32     |

## En Eurovisión
Francia, al ser uno de los países pertenecientes al Big Five, estuvo clasificada automáticamente a la final del 14 de mayo, junto al país anfitrión y el resto del Big Five: Alemania, España, Italia (quien también funge como país anfitrión) y el Reino Unido. El sorteo realizado el 25 de enero de 2022, determinó que el país, tendría que transmitir y votar en la primera semifinal.
Los comentarios para Francia corrieron por Laurence Boccolini durante la semifinal, mientras que a la final se le unió Stéphane Bern, en la transmisión de televisión; mientras que en la transmisión para la comunidad de habla bretona el festival fue comentado por Goulwena an Henaff, Yann-Herle, Thelo Mell y Mael Gwenneg. La portavoz de la votación del jurado profesional francés por cuarta ocasión fue la modelo y la presentadora de televisión Élodie Gossuin.

### Final
Alvan & Ahez tomaron parte de los primeros ensayos los días 5 y 7 de mayo, así como de los ensayos generales con vestuario de la primera semifinal los días 9 y 10 de mayo y de la final los días 13 y 14 de mayo. El ensayo general de la tarde del 13 fue tomado en cuenta por los jurados profesionales para emitir sus votos, que representaron el 50% de los puntos. Después de los ensayos del 7 de mayo, un sorteo determinó en que mitad de la final participarían los países del Big Five. Francia fue sorteada en la primera mitad (posiciones 1-13). Una vez conocidos todos los finalistas, los productores del show decidieron el orden de actuación de todos los finalistas, respetando lo determinado por el sorteo. El orden de actuación revelado durante la madrugada del viernes 13 de mayo, decidió que Francia debía actuar en la posición 6 por delante de Suiza y detrás de Noruega.
La actuación francesa se mantuvo fiel a la presentada en la final nacional. Alvan & Ahez fueron acompañados por una bailarina, con todos utilizando maquillaje y vestuario negro con motivos dorados. En el escenario, la pantalla led al fondo, la iluminación y el suelo del escenario mostraban un círculo con runas y motivos relacionados con la brujería mientras se ubicaban a los lados. Alvan interpretó la canción mientras tocaba varios instrumentos mientras las integrantes de Ahez y la bailarina actuaban a su alrededor y en una plataforma de 3 niveles ubicada detrás de él.
Durante la votación, Francia se colocó en 24° lugar en la votación del jurado profesional con solo 9 puntos. Posteriormente se anunció su puntuación de la votación del televoto: nuevamente el 24° lugar con 8 puntos. En la sumatoria final, Francia se colocó en la 24ª posición con 17 puntos, solamente superando en puntos a Alemania. Este se convirtió en el peor resultado para la delegación francesa desde su último puesto en 2014.

### Votación

#### Puntuación a Francia

##### Final
| Jurado    | Jurado    | Jurado   | Jurado              | Jurado                                   |
| 12 puntos | 10 puntos | 8 puntos | 7 puntos            | 6 puntos                                 |
| --------- | --------- | -------- | ------------------- | ---------------------------------------- |
|           |           |          | - Armenia           |                                          |
| 5 puntos  | 4 puntos  | 3 puntos | 2 puntos            | 1 punto                                  |
|           |           |          |                     | - Azerbaiyán - Georgia                   |
| Televoto  |           |          |                     |                                          |
| 12 puntos | 10 puntos | 8 puntos | 7 puntos            | 6 puntos                                 |
|           |           |          |                     |                                          |
| 5 puntos  | 4 puntos  | 3 puntos | 2 puntos            | 1 punto                                  |
|           |           |          | - Moldavia - Serbia | - Croacia - Finlandia - Grecia - Rumania |

#### Votación realizada por Francia
| Puntos    | Jurado       | Televoto     |
| --------- | ------------ | ------------ |
| 12 puntos | Grecia       | Armenia      |
| 10 puntos | Ucrania      | Ucrania      |
| 8 puntos  | Países Bajos | Portugal     |
| 7 puntos  | Armenia      | Moldavia     |
| 6 puntos  | Portugal     | Lituania     |
| 5 puntos  | Suiza        | Albania      |
| 4 puntos  | Islandia     | Países Bajos |
| 3 puntos  | Noruega      | Islandia     |
| 2 puntos  | Lituania     | Noruega      |
| 1 punto   | Austria      | Grecia       |

| Puntos    | Jurado          | Televoto    |
| --------- | --------------- | ----------- |
| 12 puntos | Reino Unido     | Ucrania     |
| 10 puntos | Ucrania         | Moldavia    |
| 8 puntos  | Polonia         | Serbia      |
| 7 puntos  | Armenia         | España      |
| 6 puntos  | Bélgica         | Portugal    |
| 5 puntos  | España          | Armenia     |
| 4 puntos  | Países Bajos    | Polonia     |
| 3 puntos  | Grecia          | Italia      |
| 2 puntos  | República Checa | Reino Unido |
| 1 punto   | Portugal        | Rumania     |

##### Desglose
El jurado francés estuvo compuesto por:
- Fabienne Moszer
- Jean-Philippe Lemonnier
- Maëva Raharisoa
- Moë Bennani
- Xavier Bonnetain – solamente en la primera semifinal
- Mireille Dumas – solamente en la final

| Semifinal 1 | Semifinal 1  | Semifinal 1 | Semifinal 1 | Semifinal 1 | Semifinal 1 | Semifinal 1 | Semifinal 1 | Semifinal 1 | Semifinal 1 | Semifinal 1 |
| N.º         | País         | Jurado      | Jurado      | Jurado      | Jurado      | Jurado      | Jurado      | Jurado      | Televoto    | Televoto    |
| N.º         | País         | Jurado A    | Jurado B    | Jurado C    | Jurado D    | Jurado E    | Ranking     | Puntos      | Ranking     | Puntos      |
| ----------- | ------------ | ----------- | ----------- | ----------- | ----------- | ----------- | ----------- | ----------- | ----------- | ----------- |
| 01          | Albania      | 12          | 17          | 17          | 17          | 17          | 17          |             | 6           | 5           |
| 02          | Letonia      | 13          | 9           | 12          | 9           | 15          | 14          |             | 12          |             |
| 03          | Lituania     | 16          | 8           | 6           | 12          | 6           | 9           | 2           | 5           | 6           |
| 04          | Suiza        | 5           | 3           | 11          | 5           | 3           | 6           | 5           | 17          |             |
| 05          | Eslovenia    | 17          | 16          | 13          | 15          | 16          | 16          |             | 13          |             |
| 06          | Ucrania      | 9           | 2           | 1           | 2           | 10          | 2           | 10          | 2           | 10          |
| 07          | Bulgaria     | 14          | 12          | 14          | 11          | 13          | 15          |             | 16          |             |
| 08          | Países Bajos | 2           | 11          | 3           | 8           | 2           | 3           | 8           | 7           | 4           |
| 09          | Moldavia     | 11          | 15          | 16          | 4           | 12          | 13          |             | 4           | 7           |
| 10          | Portugal     | 8           | 4           | 10          | 1           | 5           | 5           | 6           | 3           | 8           |
| 11          | Croacia      | 7           | 14          | 15          | 14          | 4           | 11          |             | 15          |             |
| 12          | Dinamarca    | 15          | 7           | 8           | 13          | 9           | 12          |             | 14          |             |
| 13          | Austria      | 10          | 13          | 4           | 10          | 11          | 10          | 1           | 11          |             |
| 14          | Islandia     | 6           | 6           | 2           | 7           | 14          | 7           | 4           | 8           | 3           |
| 15          | Grecia       | 3           | 1           | 7           | 6           | 1           | 1           | 12          | 10          | 1           |
| 16          | Noruega      | 4           | 10          | 5           | 16          | 8           | 8           | 3           | 9           | 2           |
| 17          | Armenia      | 1           | 5           | 9           | 3           | 7           | 4           | 7           | 1           | 12          |

| Final | Final           | Final                      | Final                      | Final                      | Final                      | Final                      | Final                      | Final                      | Final                      | Final                      |
| N.º   | País            | Jurado                     | Jurado                     | Jurado                     | Jurado                     | Jurado                     | Jurado                     | Jurado                     | Televoto                   | Televoto                   |
| N.º   | País            | Jurado A                   | Jurado B                   | Jurado C                   | Jurado D                   | Jurado E                   | Ranking                    | Puntos                     | Ranking                    | Puntos                     |
| ----- | --------------- | -------------------------- | -------------------------- | -------------------------- | -------------------------- | -------------------------- | -------------------------- | -------------------------- | -------------------------- | -------------------------- |
| 01    | República Checa | 11                         | 14                         | 10                         | 10                         | 4                          | 9                          | 2                          | 22                         |                            |
| 02    | Rumania         | 22                         | 17                         | 24                         | 20                         | 22                         | 23                         |                            | 10                         | 1                          |
| 03    | Portugal        | 10                         | 5                          | 14                         | 7                          | 17                         | 10                         | 1                          | 5                          | 6                          |
| 04    | Finlandia       | 23                         | 15                         | 22                         | 14                         | 10                         | 18                         |                            | 17                         |                            |
| 05    | Suiza           | 17                         | 12                         | 16                         | 12                         | 14                         | 16                         |                            | 24                         |                            |
| 06    | Francia         | -------------------------- | -------------------------- | -------------------------- | -------------------------- | -------------------------- | -------------------------- | -------------------------- | -------------------------- | -------------------------- |
| 07    | Noruega         | 8                          | 18                         | 17                         | 13                         | 9                          | 14                         |                            | 15                         |                            |
| 08    | Armenia         | 4                          | 7                          | 6                          | 3                          | 7                          | 4                          | 7                          | 6                          | 5                          |
| 09    | Italia          | 20                         | 10                         | 19                         | 17                         | 18                         | 19                         |                            | 8                          | 3                          |
| 10    | España          | 3                          | 4                          | 11                         | 15                         | 15                         | 6                          | 5                          | 4                          | 7                          |
| 11    | Países Bajos    | 6                          | 19                         | 9                          | 4                          | 8                          | 7                          | 4                          | 14                         |                            |
| 12    | Ucrania         | 5                          | 2                          | 2                          | 1                          | 1                          | 2                          | 10                         | 1                          | 12                         |
| 13    | Alemania        | 21                         | 20                         | 13                         | 18                         | 16                         | 21                         |                            | 20                         |                            |
| 14    | Lituania        | 19                         | 16                         | 15                         | 16                         | 13                         | 20                         |                            | 12                         |                            |
| 15    | Azerbaiyán      | 24                         | 22                         | 23                         | 22                         | 21                         | 24                         |                            | 23                         |                            |
| 16    | Bélgica         | 9                          | 6                          | 7                          | 5                          | 3                          | 5                          | 6                          | 16                         |                            |
| 17    | Grecia          | 7                          | 21                         | 5                          | 6                          | 12                         | 8                          | 3                          | 21                         |                            |
| 18    | Islandia        | 18                         | 8                          | 21                         | 9                          | 5                          | 12                         |                            | 19                         |                            |
| 19    | Moldavia        | 12                         | 23                         | 20                         | 21                         | 23                         | 22                         |                            | 2                          | 10                         |
| 20    | Suecia          | 15                         | 13                         | 4                          | 11                         | 11                         | 11                         |                            | 11                         |                            |
| 21    | Australia       | 16                         | 11                         | 8                          | 23                         | 19                         | 15                         |                            | 18                         |                            |
| 22    | Reino Unido     | 2                          | 3                          | 1                          | 2                          | 2                          | 1                          | 12                         | 9                          | 2                          |
| 23    | Polonia         | 1                          | 1                          | 12                         | 8                          | 6                          | 3                          | 8                          | 7                          | 4                          |
| 24    | Serbia          | 13                         | 24                         | 3                          | 24                         | 24                         | 13                         |                            | 3                          | 8                          |
| 25    | Estonia         | 14                         | 9                          | 18                         | 19                         | 20                         | 17                         |                            | 13                         |                            |